# 拉布拉多貴賓狗
拉布拉多貴賓狗（英語：Labradoodle）是由拉布拉多犬和貴婦狗杂交产生的混种犬。

## 歷史
在1989年澳洲，育種者Wally Conron希望結合貴婦的被毛跟拉布拉多的舉止跟學習能力，來培育出新的指引犬。

## 特徵
此犬種還不算是一種純種犬，因此後代可能帶有拉布拉多犬和貴賓婦狗的特徵或混合。跟大部分的拉布拉多犬和貴婦狗一樣，拉布拉多貴婦狗多半友善有活力易於與家人跟孩童相處。

## 外部連結
- 拉布拉多贵宾狗叫聲